# DL 스케이트보드
DL 스케이트보드(DL Skateboards)는 미국 캘리포니아주 토팡가에 본사를 둔 스케이트 보드 회사이다. 2011년에 데렉 마브라와 로렌 안디노가 설립하였다.

## 참고 문헌
1. ↑  Virginia Tupker. “Need It Now: DL Skateboards”. 《Vogue.com》. Vogue. 2014년 7월 14일에 원본 문서에서 보존된 문서. 2014년 7월 10일에 확인함.